# Superabsorberend polymeer
Een superabsorberend polymeer (SAP) is een polymeermateriaal dat in staat is vele malen het eigen gewicht aan water op te nemen en vast te houden. Het zwelt daarbij op tot een hydrogel die tot meer dan 99% uit water kan bestaan. Het houdt het vocht ook vast onder druk. SAP's worden vooral gebruikt in luiers en incontinentieproducten; ze zijn ervoor verantwoordelijk dat luiers zeer dun kunnen zijn, omdat er slechts weinig van nodig is om de urine te absorberen, en dat "baby's billetjes droog blijven".
Moderne SAP's zijn polymeren op basis van acrylzuur of methacrylzuur, dat is samen met een "internal crosslinking agent" gepolymeriseerd. Dit is een stof die verbindingen maakt tussen de polymeermoleculen zodat die een driedimensionaal net vormen dat in water wel kan zwellen maar niet oplossen. De polymeren zijn gedeeltelijk geneutraliseerd, bijvoorbeeld met natrium- of kaliumhydroxide. De nog resterende zuurgroepen en de natrium- of kaliumionen zorgen voor het vasthouden van watermoleculen.
Een dergelijk "vernet" polymeer, vermalen tot fijne korrels, is wel absorberend maar kan het vocht niet vasthouden onder druk. Daarom wordt er nog een tweede vernetting aan het oppervlak van de SAP-korrels uitgevoerd met een "surface crosslinking agent". De dichtere vernetting aan het oppervlak maakt dat de SAP-korrels het opgenomen vocht ook onder druk kunnen vasthouden.
SAP's vertonen hun grootste absorberende vermogen met zuiver water. Hoe meer zouten er in het water zijn (zoals het geval is bij urine), hoe minder ze absorberen.